# Margaret Brennan

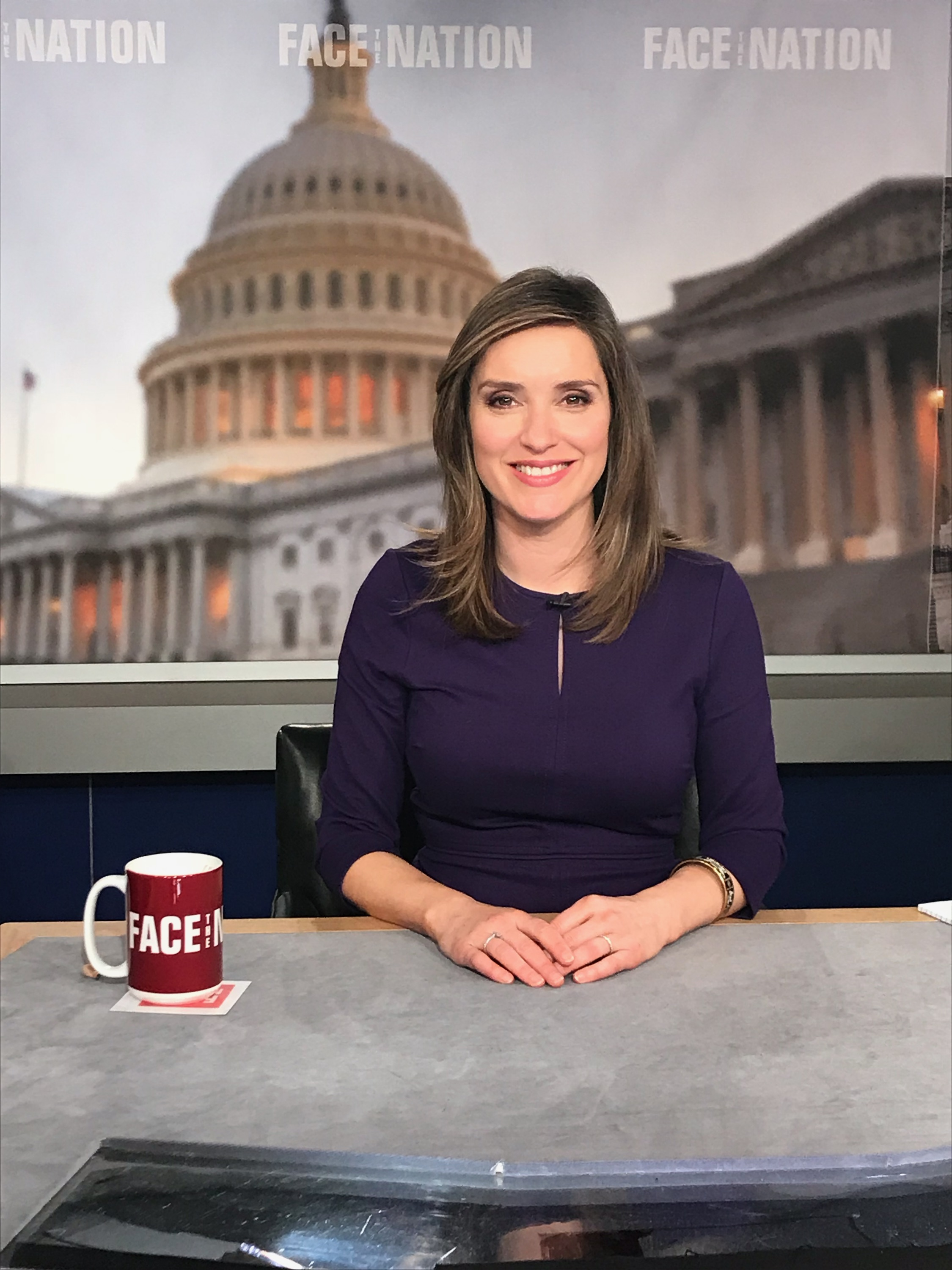
Margaret Brennan im Studio von Face the Nation.

Margaret Brennan (* 26. März 1980) ist eine US-amerikanische Journalistin und Fernsehmoderatorin. Sie moderiert seit dem Februar 2018 die sonntägliche Fernsehsendung Face the Nation auf dem Sender CBS News. Sie wurde 2018 mit einem Emmy Award ausgezeichnet.

## Leben

### Jugend und Ausbildung
Margaret Brennan stammt aus dem Bundesstaat Connecticut und studierte zunächst Außenpolitik und den Nahen Osten mit dem Nebenfach Arabisch. 2002 schloss sie diese Studien an der University of Virginia mit dem Grad eines Bachelors ab. Brennan erhielt ein Fulbright-Stipendium, mit dem sie dann an der Yarmuk-Universität in Jordanien studierte. Sie hat eine Ehrendoktorwürde der Niagara University.

### Werdegang
Margaret Brennan begann ihre journalistische Karriere bei der Sendung Wall Street Week with Louis Rukeyser auf CNBC. Bei CNBC und teilweise auch NBC berichtete sie zu Verbraucherfragen, insbesondere während der Weltwirtschaftskrise ab 2007. Brennan arbeitete dann bei Bloomberg Television, wo sie zunächst von den Weltfinanzmärkten berichtete. Sie war dann für vier Jahre Reporterin, die die Berichterstattung vom US-Außenministerium abdeckte. Ab 2012 berichtete sie für CBS News aus Washington, D.C., ab 2017 als Reporter im Weißen Haus. Seit dem Februar 2018 moderiert sie die Sendung Face the Nation. Im gleichen Jahr wurde Margaret Brennan für ein Interview mit einem Vater der Opfer des Parkland Schulmassakers mit dem Emmy geehrt.